# Qi Guangpu
Qi Guangpu (chiń. 齐广璞, pinyin Qí Guǎngpú; ur. 20 października 1990 w Nankinie) – chiński narciarz dowolny, specjalista skoków akrobatycznych. Zajął czwarte miejsce w skokach akrobatycznych na igrzyskach olimpijskich w Soczi. W 2011 roku zdobył srebrny medal na mistrzostwach świata w Deer Valley. Dwa lata później, podczas mistrzostw świata w Voss był najlepszy, wynik ten powtarzając na mistrzostwach świata w Kreischbergu w 2015 roku. Następnie zdobył srebrny medal na mistrzostwach świata w Sierra Nevada w 2017 roku, gdzie wyprzedził go tylko Jonathon Lillis z USA. Najlepsze wyniki w Pucharze Świata osiągnął w sezonie 2016/2017, kiedy to zajął trzecie miejsce w klasyfikacji generalnej, a w klasyfikacji skoków akrobatycznych wywalczył Małą Kryształową Kulę. W klasyfikacji skoków zwyciężył też w sezonie 2010/2011; ponadto w sezonach 2009/2010, 2013/2014 i 2014/2015 był drugi w klasyfikacji skoków, a w sezonie 2012/2013 zajął w niej trzecie miejsce.

## Osiągnięcia

### Igrzyska olimpijskie
| Miejsce | Dzień     | Rok  | Miejscowość | Konkurencja                  | Zwycięzca           |
| ------- | --------- | ---- | ----------- | ---------------------------- | ------------------- |
| 7.      | 25 lutego | 2010 | Vancouver   | Skoki akrobatyczne           | Alaksiej Hryszyn    |
| 4.      | 17 lutego | 2014 | Soczi       | Skoki akrobatyczne           | Anton Kusznir       |
| 7.      | 18 lutego | 2018 | Pjongczang  | Skoki akrobatyczne           | Ołeksandr Abramenko |
| srebro  | 10 lutego | 2022 | Pekin       | Drużynowe skoki akrobatyczne | Stany Zjednoczone   |
| złoto   | 16 lutego | 2022 | Pekin       | Skoki akrobatyczne           | –                   |

### Mistrzostwa świata
| Miejsce | Dzień       | Rok  | Miejscowość   | Konkurencja                  | Zwycięzca         |
| ------- | ----------- | ---- | ------------- | ---------------------------- | ----------------- |
| 11.     | 4 marca     | 2009 | Inawashiro    | Skoki akrobatyczne           | Ryan St. Onge     |
| 2.      | 4 lutego    | 2011 | Deer Valley   | Skoki akrobatyczne           | Warren Shouldice  |
| 1.      | 7 marca     | 2013 | Voss          | Skoki akrobatyczne           | -                 |
| 1.      | 15 stycznia | 2015 | Kreischberg   | Skoki akrobatyczne           | -                 |
| 2.      | 10 marca    | 2017 | Sierra Nevada | Skoki akrobatyczne           | Jonathon Lillis   |
| 6.      | 27 marca    | 2025 | Engadyna      | Skoki akrobatyczne drużynowo | Stany Zjednoczone |
| 15.     | 30 marca    | 2025 | Engadyna      | Skoki akrobatyczne           | Noé Roth          |

### Puchar Świata

#### Miejsca w klasyfikacji generalnej
- sezon 2006/2007: 113.
- sezon 2007/2008: 81.
- sezon 2008/2009: 98.
- sezon 2009/2010: 8.
- sezon 2010/2011: 4.
- sezon 2011/2012: 26.
- sezon 2012/2013: 10.
- sezon 2013/2014: 5.
- sezon 2014/2015: 4.
- sezon 2015/2016: 18.
- sezon 2016/2017: 3.
- sezon 2017/2018: 13.
- sezon 2018/2019: –
- sezon 2019/2020: 30.

Od sezonu 2020/2021 klasyfikacja skoków akrobatycznych jest jednocześnie klasyfikacją generalną.
- sezon 2021/2022: 5.
- sezon 2023/2024: 1.
- sezon 2024/2025: 1.

#### Zwycięstwa w zawodach
1. Beidahu – 18 grudnia 2010 (skoki)
2. Lake Placid – 21 stycznia 2010 (skoki)
3. Beidahu – 11 lutego 2012 (skoki)
4. Soczi – 17 lutego 2013 (skoki)
5. Lake Placid – 18 stycznia 2014 (skoki)
6. Pekin – 20 grudnia 2014 (skoki)
7. Pekin – 21 grudnia 2014 (skoki)
8. Deer Valley – 8 stycznia 2015 (skoki)
9. Pekin – 19 grudnia 2015 (skoki)
10. Deer Valley – 4 lutego 2016 (skoki)
11. Beidahu – 18 grudnia 2016 (skoki)
12. Shimao Lotus Mountain – 21 grudnia 2019 (skoki)
13. Shimao Lotus Mountain – 22 grudnia 2019 (skoki)
14. Ruka – 3 grudnia 2023 (skoki)
15. Lac-Beauport – 10 lutego 2024 (skoki)
16. Ałmaty – 10 marca 2024 (skoki)
17. Lac-Beauport – 25 stycznia 2025 (skoki)
18. Lac-Beauport – 26 stycznia 2025 (skoki)

#### Pozostałe miejsca na podium w zawodach
1. Changchun – 20 grudnia 2009 (skoki) – 2. miejsce
2. Deer Valley – 15 stycznia 2010 (skoki) – 2. miejsce
3. Mont Gabriel – 30 stycznia 2010 (skoki) – 2. miejsce
4. Mont Gabriel – 16 stycznia 2011 (skoki) – 2. miejsce
5. Moskwa – 12 lutego 2011 (skoki) – 3. miejsce
6. Calgary – 29 stycznia 2012 (skoki) – 2. miejsce
7. Changchun – 5 stycznia 2013 (skoki) – 2. miejsce
8. Lake Placid – 18 stycznia 2013 (skoki) – 2. miejsce
9. Deer Valley – 10 stycznia 2014 (skoki) – 2. miejsce
10. Lake Placid – 30 stycznia 2015 (skoki) – 3. miejsce
11. Lake Placid – 31 stycznia 2015 (skoki) – 2. miejsce
12. Beidahu – 17 grudnia 2016 (skoki) – 2. miejsce
13. Bokwang – 10 lutego 2017 (skoki) – s. miejsce
14. Mińsk – 25 lutego 2017 (skoki) – 2. miejsce
15. Secret Garden – 17 grudnia 2017 (skoki) – 2. miejsce
16. Deer Valley – 12 stycznia 2018 (skoki) – 2. miejsce
17. Ruka – 10 grudnia 2021 (skoki) – 3. miejsce
18. Deer Valley – 2 lutego 2024 (skoki) – 3. miejsce
19. Beidahu – 23 lutego 2025 (skoki) – 2. miejsce
20. Ałmaty – 2 marca 2025 (skoki) – 3. miejsce

- W sumie (18 zwycięstw, 15 drugich i 5 trzecich miejsca).